# Чами, Кямиль
Кямиль Изет Чами (алб. Qamil Izet Çami; 4 января 1885, Фильяте — 26 сентября 1933, Тирана) — албанский поэт эпохи Албанского национального возрождения. С другими деятелями этого движения из своего региона он открыл первую албаноязычную школу в Фильяте в 1908 году.

## Биография
Кямиль Чами родился в Фильяте, тогда входившем в Османскую империю, 4 января 1875 года. В юности он стал членом литературного клуба албанских студентов Янины. После получения образования в Стамбуле Чами в 1905 году был назначен младшим префектом Сайяды. В 1907 году начав работать учителем в османской школе своего родного города Фильяте он тайно обучал письменному албанскому языку. 25 августа 1908 года Чами вместе с другими деятелями Албанского национального возрождения из своего региона открыл первую албаноязычную школу в Фильяте и стал его директором. Средства на неё были предоставлены жителями Фильяте, такими как Муса Деми и Расих Дино, сын Абеддин-паши.
Во время Балканских войн Кямиль Чами был заключён в тюрьму в Янине греческими военными. Спустя 10 месяцев ему удалось бежать, и он отправился во Влёру. В 1917 году он был назначен директором образования на юго-востоке Албании и поселился в Воскопое. В 1920 году итальянская армия заключила его в тюрьму в Сазани из-за его помощи членам албанского движения за независимость. Он был освобождён оттуда после окончания войны за Влёру 4 августа 1920 года. В 1922 году, после предложения Яни Минги албанскому правительству, Чами стал префектом Конисполя. С 1924 по 1927 год он в качестве волонтёра работал преподавателем албанского языка для чамских албанцев, национального меньшинства в Теспротии, в районе Парамитьи.
Кямиль Чами умер 26 сентября 1933 года в Тиране. Его стихи были опубликованы посмертно. Он считается одним из ведущих поэтов позднего периода Албанского национального возрождения.